# Coproica mongolica
Coproica mongolica är en tvåvingeart som först beskrevs av Papp 1973.  Coproica mongolica ingår i släktet Coproica och familjen hoppflugor. Inga underarter finns listade i Catalogue of Life.